# 足立区立第一中学校
足立区立第一中学校（あだちくりつ だいいちちゅうがっこう）は、東京都足立区千住河原町に所在する区立中学校。全校生徒数は412名・7学級編成（1年3学級・2年2学級、3年2学級・特殊学級1学級、2018年6月24日現在）。

## 沿革
- 1947年4月1日 - 足立区立第一中学校として千寿第八小学校内に開校。
- 1949年6月9日 - 千住河原町に独立校舎落成。
- 1969年5月19日 - 完全給食開始。
- 2002年4月1日 - 足立区学校選択制導入。
- 2003年2月28日 - 一中さよなら校舎、講演会、チェロ演奏会。
- 2003年4月1日 - 旧千寿小学校の仮校舎へ移転。
- 2005年7月1日 - 新校舎落成式。

## 部活動

### 運動部
- バスケットボール部
- バレーボール部
- バドミントン部
- 陸上競技部
- 柔道部　※現在廃部
- 卓球部
- サッカー部
- 剣道部　※2011年度発足、現在廃部

### 文化部
- 吹奏楽部
- アート部　※旧美術部
- 英語部　※現在廃部
- 調理部　※現在廃部
- 茶道部　※現在廃部
- 華道部　※現在廃部
- 百人一首部　※現在廃部
- パソコン部　※現在廃部
- 将棋部　※現在廃部
- 科学部　※現在廃部
- 和太鼓部&FD部　※特殊学級のみ

## 主な学校行事
- 新潟県魚沼自然教室（1年次5月）
- 鎌倉遠足（2年次12月）
- 京都・奈良修学旅行（3年次6月）
- 職場体験学習（2年次7月）
- 体育祭（5月）
※現在は名前が体育祭から運動会へ
- 区連合陸上競技大会（9月）
- 学習発表会(合唱コンクール)   (10月)
- 区連合音楽会・展覧会（11月）
- 三年生を送る会（3月）